# Phil Wiggins
Phil Wiggins (Washington D.C., 8 mei 1954 – Takoma Park (Maryland), 7 mei 2024) was een Amerikaanse mondharmonicaspeler van de blues.

## Biografie
De zomers van zijn kindertijd bracht hij vaak door bij zijn grootmoeder in Alabama, bij wie hij de kerkhymnen in traditionele call-and-response-stijl leerde kennen. Al spoedig fascineerde hem de bluesmondharmonica en hij speelde met Washingtons belangrijkste bluesmuzikanten als Archie Edwards en John Jackson. Zijn harmonicastijl ontwikkelde zich door het luisteren naar piano- en trompetmuziek, maar ook door de muziek van Sonny Terry, Sonny Boy Williamson I, Little Walter, Big Walter Horton en Junior Wells.
In 1976 ontmoette hij John Cephas tijdens het Smithsonian's Festival of American Folklife. Samen met hem, de pianist Wilbert 'Big Chief' Ellis en de bassist James Bellamy formeerden ze zich als Barrelhouse Rockers. Na Ellis' overlijden vormde zich het duo Cephas & Wiggins, dat de piedmontbluesstijl verbreidde tijdens concerten in de hele wereld.
Wiggins overleed op 7 mei 2024 op 69-jarige leeftijd aan de gevolgen van kanker.

## Discografie
- 1981 Living Country Blues USA Vol. 1 (L+R Records)
- 1984 Sweet Bitter Blues (nieuwe editie Evidence Records 1994)
- 1985 Let It Roll: Bowling Green (Marimac)
- 1986 Dog Days of August (Flying Fish) W.C. Handy Award
- 1987 Guitar Man (Flying Fish)
- 1988 Walking Blues (Marimac)
- 1992 Flip, Flop & Fly (Flying Fish)
- 1993 Bluesmen (Chesky Records)
- 1996 Cool Down (Alligator)
- 1999 Homemade (Alligator)
- 2002 Somebody Told the Truth (Alligator)
- 2006 Shoulder to Shoulder (Alligator)
- 2008 Richmond Blues (Smithsonian Folkways)

- Gemeinsame Normdatei: 134556615
- International Standard Name Identifier: 0000 0000 5546 3994
- Library of Congress Control Number: n88601922
- MusicBrainz: 073d654d-8ff4-4b5d-9f96-cb7cfebf2a6a
- Système universitaire de documentation: 249623242
- Virtual International Authority File: 18792850
- WorldCat: E39PBJrGqPHW98fTWYtd6Y6kDq